# Callirhipis formosana
Callirhipis formosana is een keversoort uit de familie Callirhipidae. De wetenschappelijke naam van de soort is voor het eerst geldig gepubliceerd in 1912 door Pic.